# Kill Kill
Kill Kill é o primeiro extended play (EP) da cantora e compositora norte-americana, Lana Del Rey. Lançado em 21 de Outubro de 2008, através da 5 Points Records, quando Del Rey utilizava o nome artístico Lizzy Grant. O EP contém três faixas, sendo que todas foram incluídas em seu álbum de estréia intitulado, Lana Del Ray A.K.A. Lizzy Grant (2010). Yayo foi regravada e incluída no terceiro EP da cantora, Paradise (2012). "Kill Kill" foi o único single do EP. Um vídeo para a faixa foi publicado em 2008. 

## Lista de faixas
| N.º            | Título                                         | Duração |  |
| 1.             | "Kill Kill"                                    | 3:59    |  |
| 2.             | "Yayo"                                         | 5:45    |  |
| 3.             | "Gramma (Blue Ribbon Sparkler Trailer Heaven)" | 3:50    |  |
| Duração total: | Duração total:                                 | 13:34   |  |